# 埃科蓬
埃科蓬（法語：Escautpont，法語發音：[ekopɔ̃]）是法国上法兰西大区北部省的一个市镇，位于该省东部，属于瓦朗谢讷区。

## 地理
埃科蓬（50°25'28"N, 3°33'31"E）面积5.78 平方千米，位于法国上法蘭西大區北部省，该省份为法国最北部的省份及最长的省份，西北濒北海，西接加来海峡省，南至埃纳省和索姆省，东与比利时接壤。
与埃科蓬接壤的市镇（或旧市镇、城区）包括：奥多梅兹、埃斯科河畔布律埃、布吕耶圣阿芒、埃斯科河畔弗雷讷、奥南、赖姆。
埃科蓬的时区为UTC+01:00、UTC+02:00（夏令时）。

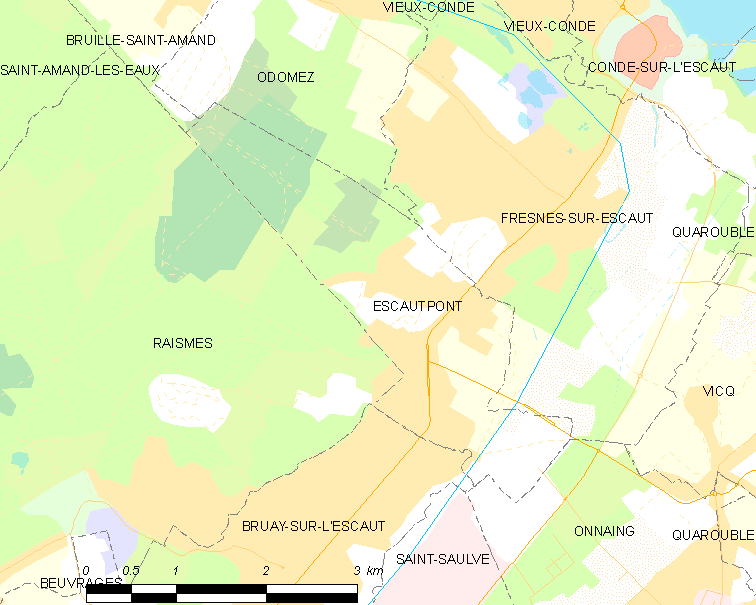
埃科蓬的OSM定位图

## 行政
埃科蓬的邮政编码为59278，INSEE市镇编码为59207。

## 政治
埃科蓬所属的省级选区为昂赞县。

## 交通
瓦朗谢讷有轨电车2号线经过境内。

## 人口

1962-2008年间埃科蓬人口变化图示

埃科蓬于2022年1月1日时的人口数量为4174人。